# Trichocerca artmanni
Trichocerca artmanni är en hjuldjursart som först beskrevs av Carl Zelinka 1927.  Trichocerca artmanni ingår i släktet Trichocerca och familjen Trichocercidae. Inga underarter finns listade i Catalogue of Life.